# كاتسواكي واتانابي
كاتسواكي واتانابي (باليابانية: 渡辺捷昭؛ بالكانا: わたなべ かつあき) هو مسير أعمال وشخصية أعمال ياباني، ولد في 13 فبراير 1942 في ميه في اليابان.

## وصلات خارجية
- كاتسواكي واتانابي على موقع مونزينجر (الألمانية)
- كاتسواكي واتانابي على موقع إن إن دي بي (الإنجليزية)